# Tim Blake

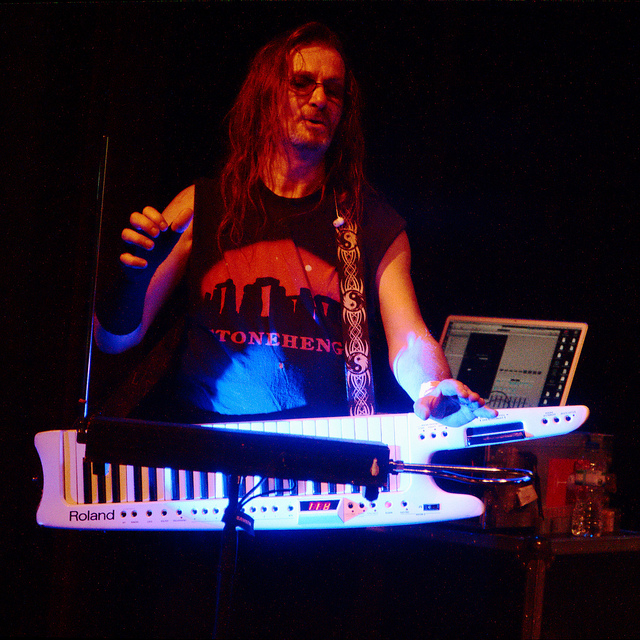
Tim Blake 2013

Timothy Charles Gorrod „Tim“ Blake (* 6. Februar 1952 in Shepherd’s Bush, London) ist ein englisch-französischer Musiker. Er ist für seine Mitarbeit bei den Space-Rock-Bands Gong und Hawkwind bekannt und hat außerdem mehrere Alben mit seinem Performance-Projekt Crystal Machine veröffentlicht.

## Leben
Blake lebt seit 1970 in Frankreich und gründete dort mit Philippe Denis das Crystal Machine Studio, in dem er insbesondere mit Synthesizern experimentierte. In den frühen 1970er Jahren stieß er zur Band Gong, mit der er bis 1974 die aus drei Alben bestehende Radio Gnome Trilogie, das zentrale Werk der Band, aufnahm und auf mehreren Tourneen war. Blakes Beiträge sind insbesondere futuristische Synthesizer-Klänge, die den Space-Rock-Charakter der Musik von Gong teilweise ausmachen. 1975 wirkte er beim ersten Soloalbum Fish Rising des Gong-Gitarristen Steve Hillage mit. Als Gong 1975 zerbrach, gründete Blake mit dem Lichtkünstler Patrice Warrener das Performance-Projekt Crystal Machine, bei dem er elektronische Musik zu Warreners Lichtshow darbot. Er nahm seine ersten beiden Solo-Alben Crystal Machine und New Jerusalem auf und begab sich 1978 auf eine Welttournee durch Europa und Japan. 1979 war Blake mit der Band Hawkwind auf Tournee und spielte mit dieser auch ein Studioalbum ein. Anschließend zog er sich als Musiker zurück und war für über ein Jahrzehnt nur noch beratend für Musiker und Radiosender tätig. Seit 1991 veröffentlicht er wieder Alben und absolvierte eigene Tourneen. Zwischen 1994 und 1998 war er außerdem bei verschiedenen Gong-Reunion-Auftritten zu sehen, seit 2000 auch wieder gemeinsam mit Hawkwind.

## Diskografie
- 1977: Crystal Machine
- 1978: Blake's New Jerusalem
- 1991: Magick
- 2000: The Tide of the Century
- 2002: Caldea Music II
- 2006: Live Waterfalls in Space
- 2012 Noggi 'Tar